# Elapsoidea sundevallii
Elapsoidea sundevallii là một loài rắn trong họ Rắn hổ. Loài này được Smith mô tả khoa học đầu tiên năm 1848.